# 尤時熙
尤时熙（1503年—1580年），字季美，明朝河南承宣布政使司河南府洛阳县人。
尤时熙生来机警聪慧，与众不同，二十岁时考中嘉靖元年（1522年）的乡试。当时王守仁的《传习录》刚刚问世，士大夫大多极力排斥它，尤时熙一看到这本书就感叹道：“道不就在这里吗？以前我把心思用在诗词文章上，真是本末倒置了。” 不久后，他因为生病，稍稍接触了养生之道。尤时熙被任命为元氏县教谕，父亲去世守丧期满后，改任章丘县教谕，他始终以 “致良知” 来进行教学，这两个县的士人也因此了解了王守仁的学说。后来他入朝担任国子博士，徐阶担任祭酒时，命令六馆的士人都以他为榜样。尤时熙平日里常常因为没能以师礼侍奉王守仁而感到遗憾，听说郎中刘魁得到了王守仁的真传，于是便以师礼侍奉刘魁。刘魁因为直言进谏被关入诏狱，尤时熙就写下自己的疑问，时常到狱中向刘魁请教。不久，尤时熙以户部主事的身份在浒墅征收赋税，税收足额后就停止，不私藏一分钱。他挂念母亲年老，请求辞官回家奉养母亲，从此不再出仕，每天以修养自身、教化他人为事，脚从未踏入官府。他的书斋中设有王守仁的牌位，每天早晨起来必定焚香恭敬叩拜，前来求学的人也让他们拜谒王守仁的牌位。到了晚年，尤时熙担心学者们凭借虚浮的见解而忽视亲身实践，甚至有人超越规矩法度而放纵自己，所以他的议论切合日常生活，不说空洞、玄虚、怪异的言论。尤时熙在万历八年（1580年）去世，享年七十八岁，学者们称他为西川先生。他的弟子中，孟化鲤最为有名。